# Сен-Никола-дю-Шардонне
Церковь Сен-Николя́-дю-Шардонне́ (фр. L'église Saint-Nicolas-du-Chardonnet) — барочный римско-католический храм в центре Парижа, расположенный в 5-м округе.

## История
Парижская церковь Сен-Николя-дю-Шардонне начала строиться в 1625 году.
В 1977 году церковь была приобретена традиционалистским обществом Св. Пия X и остаётся в распоряжении Общества и по сей день.